# Václav Jankovský
Václav Jankovský (* 10. března 1992) je český lední hokejista hrající na pozici útočníka.

## Kariéra
Své dorostenecké a mládežnické roky strávil v klubu BK Mladá Boleslav. Za ni také od sezóny 2009/2010 nastupoval v jejím juniorském výběru. Mezi muži si prvně zahrál během ročníku 2012/2013, kdy nastoupil k patnácti utkáním za SC Kolín. Členem mužstva jeho se od té doby stal na dobu dalších tří sezón. I ročník 2016/2017 začal v Kolíně, ale po devíti odehraných zápasech změnil působiště a přešel do HC Slavia Praha, s níž byl ve styku již během léta 2016, ale tenkrát mu ještě angažmá v tomto pražském klubu nevyšlo. Ve Slavii odehrál v rámci hostování ještě sezónu 2017/2018, pak se ale přesunul na rok do Poruby a následně do Kolína, odkud na začátku listopadu 2022 odešel do konce ročníku 2022/2023 hostovat do Benátek nad Jizerou.